# Australentulus reginae
Australentulus reginae är en urinsektsart som beskrevs av Sören Ludvig Paul Tuxen 1967. Australentulus reginae ingår i släktet Australentulus och familjen lönntrevfotingar. Inga underarter finns listade.